# ボータン・ボープレ (海洋観測艦)
ボータン＝ボープレ（フランス語：Beautemps-Beaupré, A 758）は、フランス海軍の海洋観測艦である。艦名は水路測量技師であったシャルル＝フランソワ・ボーダン＝ボープレ（fr:Charles-François Beautemps-Beaupré）に由来する。
プルクワ・パ?と並ぶ新鋭艦で、デザインもよく似ているが、ボータン・ボープレの排水量はプルクワ・パ?の半分しかない。また正規の軍艦で識別番号を持ち、武装を搭載している。

## 艦歴
「ボータン＝ボープレ」は、アルストムルルー造船所で建造され、2001年7月17日起工、2001年4月26日に進水、2003年12月13日に就役しブレスト海軍工廠に配備される。
ブローニュ＝ビヤンクールと命名都市の関係を結ぶ。